# Hrvatski savez za obaranje ruke
Hrvatski savez za obaranje ruke (HSOR), hrvatska je krovna organizacija za šport obaranja ruke. Međunarodni naziv za Savez je Croatian Armwrestling Federation.

## Povijest
Hrvatski savez za obaranje ruke osnovan je u kolovozu 2009. godine, u Zagrebu. Član je Svjetskog saveza za obaranje ruke (WAF - World Armwrestling Federation) i Europskog saveza za obaranje ruke (EAF - European Armwrestling Federation) kojima je pristupio 6. rujna 2009. godine na svjetskom kongresu u Italiji.
Privremeni član Hrvatskog olimpijskog odbora postao je 4. svibnja 2015. godine. Punopravni član HOO-a je od 2018. te je od 2019. punopravni član Hrvatskog paraolimpijskog odbora.

## Svjetsko prvenstvo (WORLDARM)
Legenda: 
medalje osvojene L - lijevom rukom, D - desnom rukom, 2 - obje ruke
██ osvojeno zlato na obje ruke
| Obarač(ica) | R | Zlato | Srebro | Bronca | Ukupno |
| ----------- | - | ----- | ------ | ------ | ------ |
| Rino Mašić  | 2 | 1     | 2      | 1      | 4      |
| Ivo Križan  | D | 0     | 0      | 1      | 1      |

## Europsko prvenstvo (EUROARM)
2002. – 2018.
Seniorska konkurencija
Legenda: 
medalje osvojene L - lijevom rukom, D - desnom rukom, 2 - obje ruke
██ osvojeno zlato na obje ruke
| Obarač(ica)   | R     | Zlato | Srebro | Bronca | Ukupno |
| ------------- | ----- | ----- | ------ | ------ | ------ |
| Rino Mašić    | L/D/2 |       |        |        |        |
| Andrija Šimić | L/D/2 |       | 1      |        |        |

Najbolji rezultati:
| Lijeva ruka: 6. Dražen Kögl 8. Blaženka Trobić Kögl | Desna ruka: 4. Sandro Jagarčec 8. Blaženka Trobić Kögl |

## Svjetski kupovi
Barem 1 pobjeda.
*suma natjecateljove težinske kategorije i open kategorije

### WAF
|      | Obarač(ica)    | Ukupne* Pobjede | Ukupne* Pobjede | Ukupne* Pobjede | Ukupna* Postolja | Ukupna* Postolja | Ukupna* Postolja | Open Pobjede | Open Pobjede | Open Postolja | Open Postolja | Kat. [kg] |
| ΣL,D | Obarač(ica)    | L               | D               | ΣL,D            | L                | D                | L                | D            | L            | D             |               | Kat. [kg] |
| ---- | -------------- | --------------- | --------------- | --------------- | ---------------- | ---------------- | ---------------- | ------------ | ------------ | ------------- | ------------- | --------- |
| M    | Dražen Kögl    |                 |                 |                 |                  |                  |                  |              |              |               |               |           |
| M    | Marko Kögl     |                 |                 |                 |                  |                  |                  |              |              |               |               |           |
| M    | Rino Mašić     |                 |                 |                 |                  |                  |                  |              |              |               |               |           |
| M    | Andrija Raguž  |                 |                 |                 |                  |                  |                  |              |              |               |               | +105      |
| M    | Viktorio Sović |                 |                 |                 |                  |                  |                  |              |              |               |               |           |

## Ostalo
Marko Kögl je 2016. godine postao prvi kategorizirani obarač u povijesti hrvatskog obaranja ruke sa statusom vrhunskog športaša.
Hrvatski finali na SP, EP (kraj 2022.)
niti jedno.

## Vanjske poveznice
- HSOR
- Svjetski poredak by Engin Terzi
- Armwrestling, xsportnews.com (engl.)‎